# 有情
有情（IAST：sattva）或有情眾生，乃為佛教術語，音譯為薩埵、薩多波，舊譯為眾生，或稱為含识，即一切有心識、有感情、有見聞覺知之生命體。相对於有情，草木、土石、山河、大地等則稱為非情或无情。梵語「sattva」亦帶有「存有」、「存在」(或存有者、存在者)、「生者」、「真者」、「實者」之義。
在印度教數論中，有情是物質的三種特性(也稱三德)之一。

## 有情的分類
由於有情眾生的業差別不同，由無數不同的業就形成無數不同種類的眾生。但也可分為幾大類，分類的方法有數種，其中五趣、六趣最常見。值得注意的是，佛教的眾生平等指佛性（众生皆有佛性）的平等，非果位成就的平等，故一方面強調不殺生、一方面強調三善道與三惡道（人道與畜生道）之別。
- 五趣：地獄、餓鬼、畜生、人、天。
- 六趣：地獄、餓鬼、畜生、人、天、阿修羅
- 七識住：身異想異處、身異想一處、身一想異處、身一想一處、空無邊處、識無邊處、無所有處
- 九有情居（或稱九有）：欲界的人與天，初禪天、二禪天、三禪天、四禪天的無想天、空處、識處、無所有處、非想非非想處 不是想 不是非想
- 六十二種有情[2]：那落迦、旁生、鬼、天、人、剎帝利、婆羅門、吠舍、戍陀羅、女、男、非男非女、劣、中、妙、在家、出家、苦行、非苦行、律儀、不律儀、非律儀非不律儀、離欲、未離欲、邪性定聚、正性定聚、不定性聚、苾芻、苾芻尼、正學、勤策男、勤策女、近事男、近事女、習斷者、習誦者、淨施人、宿長、中年、少年、軌範師、親教師、共住弟子及近住弟子、賓客、營僧事者、貪利養恭敬者、厭捨者、多聞者、大福智者、法隨法行者、持經者、持律者、持論者 （页面存档备份，存于）、異生、見諦、有學、無學、聲聞、獨覺、菩薩、如來、轉輪王。